# Kot Adu
Kot Adu es una localidad de Pakistán, en la provincia de Punyab.

## Demografía
Según estimación 2010 contaba con 125.352 habitantes.